# Mireille Mathieu en direct de l'Olympia
Albums de Mireille Mathieu
Mireille Mathieu en concert au Canada
(1971)
 Mireille Mathieu en direct de l'Olympia  est le tout premier album live de la chanteuse française Mireille Mathieu datant de 1968 et enregistré en décembre 1967 dans la salle mythique parisienne l'Olympia. L'album se serait vendu à environ 450 000 exemplaires selon le site InfoDisc.fr.

## Chansons de l'album
- Face 1

1. Paris en colère (Maurice Vidalin/Maurice Jarre)
2. Quand on revient (André Pascal/Paul Mauriat)
3. Nous on s'aimera (F. Gérald/C. Bolling)
4. Celui qui m'aimera (Eddy Marnay/Paul Mauriat)
5. Mon copain Pierrot (J. Broussolle/Sacha Distel/G. Gustin)
6. Écoute ce cri (Pierre Delanoé)
7. La Dernière Valse(H. Ithier/L. Reed)

- Face 2

1. A cœur perdu (J. Demarny)
2. Ce soir, ils vont s'aimer (Dousset/C. Gaubert)
3. J'ai gardé l'accent (Gaston Bonheur/J. Bernard)
4. Quand fera-t-il jour camarade (Gaston Bonheur/Paul Mauriat)
5. Présentation de l'orchestre (Elleinade)
6. Ma Pomme (G. Fronsac/Ch. Borel)
7. Quand on pense à l'amour (S. Demarny/R. Arnie)
8. Mon credo (André Pascal/Paul Mauriat)